# Family Goy
Family Goy (Titulado Un Judío en la Familia en España y Judío de familia en Hispanoamérica) es el segundo episodio de la octava temporada de la serie Padre de familia. El primer acto del mismo se centra en Peter, que acaba "enamorándose" de un recortable a tamaño real de la modelo Kathy Ireland hasta que lo rompe sin querer. Por otro lado, en el segundo acto, Lois descubre que su madre es judía teniendo que aceptar sin demasiado entusiasmo su nueva religión, sin embargo Peter se mantiene más tolerante que su mujer hasta que se le presenta el espíritu de su padre, preocupado, empieza a comportarse de manera antisemita.
El episodio está escrito por Mark Hentemann y dirigido por James Purdum. En el día del estreno en Estados Unidos y Canadá, el 4 de octubre de 2009, fue visto por 9,66 millones de televidentes. Las críticas fueron dispares.

## Argumento
El inicio del episodio está ubicado en La Almeja, donde Quagmire le enseña a sus amigos una copia de la revista Sports Illustrated en la que aparecen modelos en ropa de baño, sin embargo, Joe comenta que esas revistas ya no le excitan desde que existe el porno cibernético. Ante la reacción de Quagmire, todos se quedan perplejos al descubrir que su amigo no ha oído hablar jamás del porno en tal sitio. Intrigado por como es, Quagmire se instala internet en casa, haciendo que este se recluya en casa y no salga de ella en una semana hasta que un día sale de su hogar con el brazo izquierdo musculado y con un aspecto demacrado. De vuelta a la escena del bar, siguen comentando la revista, y Peter y Joe empiezan a comparar a las modelos de ahora con Kathy Ireland. 
Horace, casualmente les cuenta que tiene un recortable a tamaño real de la modelo, pronto, Peter empieza a enamorarse del póster y empieza a tener un "affair" a espaldas de su mujer, pero al cabo de pocos días, Lois le pilla en un bar con el recortable. Cuando esta le pide explicaciones, Peter le confiesa que inició una relación amorosa con Ireland y le exige el divorcio. Lejos de enfadarse por una "infidelidad surrealista", Lois permanece indiferente ante lo que considera una tontería de su marido. A la mañana siguiente, cuando Peter le pregunta a Lois por Kathy, esta le revela que Chris se la ha llevado a su habitación. De pronto a Peter le entra un ataque de ira al sufrir un despecho de "su amante". Chris al oír a su padre furioso, tira el recortable al pasillo, donde Peter la zarandea con violencia mientras le exige explicaciones por haberle "engañado", pero con tal furia que acaba "matándola" (i.e destrozándola). De pronto le urge la necesidad de enterrarla en el jardín, todavía con lágrimas en los ojos por lo que acaba de hacer. Ya de noche, Peter sigue llorando y le ruega a Lois su perdón por haberla engañado con Kathy. Sin embargo Lois le pide que se calme, y que le perdona a cambio de que se olvide de la tontería. En el momento de volver a expresarle su amor a su esposa, Peter descubre un bulto en el pecho de Lois. Ante la posibilidad de tener un cáncer de mama, Lois alarmada se marcha al hospital, donde le diagnostican que el bulto es benigno y por lo tanto no hay riesgos. Para asegurarse de que no haya más problemas, el Dr. Hartman echa un vistazo al historial médico de la paciente, en el que descubre que su madre fue una superviviente del holocausto de origen judío haciendo de ella y sus hijos judíos por herencia.
En la mansión Pewterschmidt, Babs le confirma sus raíces a su hija y que tuvo que mantenerlas en secreto para entrar en el club de campo. Peter decide darle su apoyo abrazando la nueva religión de su mujer y llevarlo al extremo a pesar de no ser descendiente judío. Sin embargo, Lois no comparte el mismo entusiasmo y se siente avergonzada en todo momento. A la noche, mientras duermen, a Peter se le aparece el fantasma de su padrastro Francis, que le avisa que de seguir por ese camino irá al infierno. 

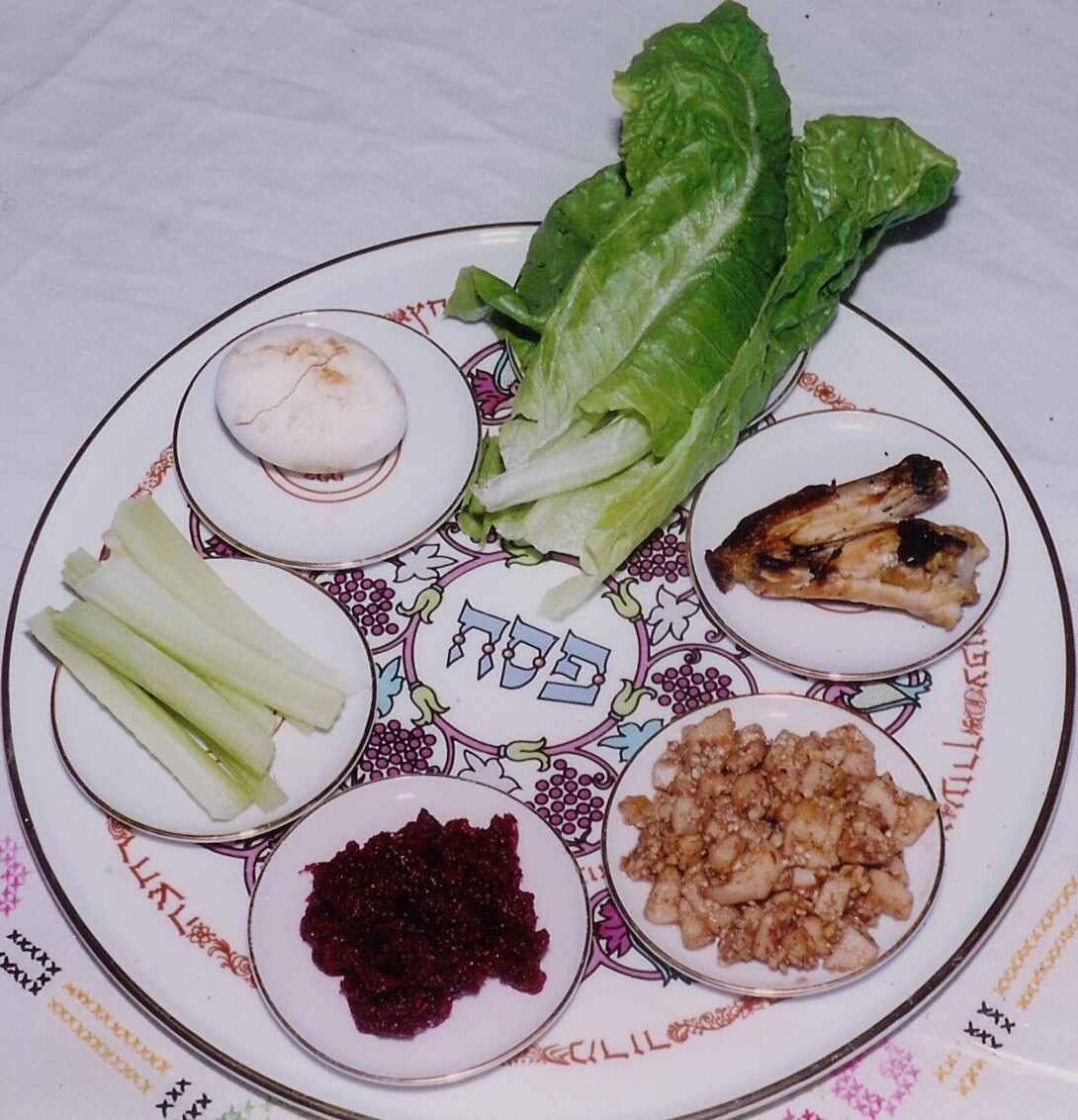
Imagen del Plato del Séder, referenciado en el episodio.

Al día siguiente, Peter decide devolver a su familia al Catolicismo y empieza a martirizar a Lois actuando de manera antisemita hasta tal punto de estar a punto de matarla con un rifle al estilo La lista de Schindler. Furiosa con el comportamiento de Peter y siguiendo los consejos de su madre, acepta por primera vez su condición de judía y le hace frente a su marido diciéndole que no se piensa achantar. Tras animar a sus hijos a celebrar el Séder pascual, Peter intenta arruinarle la velada sin mayor éxito. De pronto aparece en escena Jesús quien le confiesa que el cristianismo y el judaísmo son dos caras de la misma moneda y que debería tratar a la gente tal como le gustaría que ellos le trataran sin tener en cuenta la religión a la que pertenezcan. Peter reconoce haber obrado mal y se disculpa con su mujer, quien hace lo mismo por haber intentado no caer en el error de su madre. Aun así, Peter sigue teniendo sus dudas sobre que religión es la más correcta hasta que el mesías le responde de esta manera: "Da igual, todas son la misma mierda", a lo que Brian, haciendo gala de su ateísmo le agradece la sinceridad.

## Producción
El primer anuncio del episodio se hizo en la Convención del Comic de San Diego de 2009, el 25 de julio del mismo año por Mark Hentemann, el capítulo estuvo dirigido por James Purdum y escrito por Hentemann poco después de la conclusión de la producción de la séptima temporada.
Ben Stein y Charles Durning prestaron sus voces al Rabino Goldberg y Francis Griffin respectivamente. Goldberg y Max Weinstein reaparecen desde When You Wish Upon a Weinstein, en esta ocasión, este último, para ofrecer un consejo espiritual a Lois después de que esta descubriera sus nuevas raíces religiosas.